# دیوید میبوری-لوئیس
دیوید میبوری-لوئیس (انگلیسی: David Maybury-Lewis; ۵ مهٔ ۱۹۲۹ – ۲ دسامبر ۲۰۰۷) انسان‌شناس، و استاد دانشگاه اهل ایالات متحده آمریکا بود.
وی همچنین برندهٔ جوایزی همچون کمک‌هزینه گوگنهایم شده‌است.